# Brandon Vedas
Brandon Carl Vedas (connu sous le pseudonyme Ripper sur IRC ; 21 avril 1981 - 12 janvier 2003) était un membre de la communauté du site Shroomery.org décédé à la suite d'une surdose de différents médicaments alors qu'il était en train de se connecter sur le serveur IRC de sa communauté, sa webcam publique transmettant des images de lui. Selon l'enregistrement de la conversation, Brandon Vedas aurait ingéré plus de 1 800 mg de produits médicamenteux.
L'une de ses dernières phrases « I told u I was hardcore » est devenu un mème sur IRC.

## Cas similaires
- Un homme de 53 ans résidant à Telford s'est de même suicidé devant sa webcam diffusant l'image. Son nom n'a pas été dévoilé[1].
- Kevin Whitrick, citoyen britannique âgé de 42 ans, s'est pendu en direct devant sa webcam. Malgré les propos tenus, aucune des personnes avec lesquelles il discutait n'a été inculpée pour non-assistance à personne en danger[2],[3]. En effet, bien qu'une des personnes avec lesquelles il parlait ait lancé « F***ing do it, get on with it, get it round your neck » (« Putain fais-le, vas-y, mets-la à ton cou »), le ton général du chat était tel que personne ne pouvait prendre les menaces au sérieux.
- L'attitude des internautes a été inverse dans le cas d'un internaute allemand : voyant son intention de se suicider, les internautes espagnols avec lesquels il discutait préviennent leur police, et la coopération policière permet à la police allemande d'arrêter son geste à temps[4].
- De même en 2018, un jeune Parisien annonce sur Twitter son intention de se suicider. En quelques heures la police réussit à le géolocaliser et les pompiers l'emmènent hors de danger[5].